# Acanthodelta flexuosa
Acanthodelta flexuosa là một loài bướm đêm trong họ Noctuidae.